# Грушка-Мала-Друга
Грушка-Мала-Друга (пол. Gruszka Mała Druga) — село в Польщі, у гміні Неліш Замойського повіту Люблінського воєводства.
Населення — 122 особи (2011).
У 1975-1998 роках село належало до Замойського воєводства.

## Демографія
Демографічна структура станом на 31 березня 2011 року:
|          | Загалом | Допрацездатний вік | Працездатний вік | Постпрацездатний вік |
| -------- | ------- | ------------------ | ---------------- | -------------------- |
| Чоловіки | 66      | 18                 | 39               | 9                    |
| Жінки    | 56      | 7                  | 24               | 25                   |
| Разом    | 122     | 25                 | 63               | 34                   |